# 東洋造船鉄工
東洋造船鉄工株式会社（とうようぞうせんてっこう）は、福岡県北九州市若松区に本社・造船所を置く造船・船舶修繕事業者である。

## 概要
1919年（大正8年）に、創業者が当時の戸畑市で開業した造船所に起源を有する。当初は若松港で使用される木造石炭艀の建造を手掛け、後に鋼製漁船主体となり、1990年代頃からは各種作業船の建造を行うようになった。
現有施設は、1995年（平成7年）に拡張工事を完了し、一貫生産体制を整えた。作業船・特殊作業船を中心とした700総トン以下の各種小型鋼船の建造及び、750総トン以下の内航船・漁船・官公庁船等の各種船舶の修繕を行っている。北九州市営若戸渡船の旅客船くき丸の建造実績もある。
海外では、中国大連市に現地事務所を設置しており、船殻建造等を行っている。

## 主要設備
- 新造船台：長さ90m×幅25m 建造能力700GT[7]
- 上架船台[7]
  - 船台番号1：上架能力500GT
  - 船台番号2：上架能力700GT
  - 船台番号3：上架能力750GT
  - 船台番号4：上架能力500GT
- クレーン[7]
  - ジブクレーン：30-5t 3基
  - 橋型クレーン：15t 2基
- 鋼製浮桟橋[7]
  - 長さ25m×幅8m×水深5m 係留能力699GT 1基
  - 長さ15m×幅5m×水深4.5m 係留能力699GT 1基
- 作業船：120ps 1隻[7]

## 沿革
- 1919年（大正8年） - 創業者古田冨蔵が福岡県戸畑市にて造船業を開業[2]。
- 1935年（昭和10年） - 若松市に移転する[2]。
- 1940年（昭和15年） - 戦時統制により企業統合が推進され、（株）共同造船所を設立[2]。
- 1944年（昭和19年） - 戦時統制のため日鉄八幡港運会社に接収される[2]。
- 1948年（昭和23年） - 現在地において造船業を再開する[2]。
- 1954年（昭和29年） - 合資会社古田造船所を設立[2]。
- 1966年（昭和41年） - 東洋造船鉄工株式会社に改組[2]。
- 1983年（昭和58年） - 拡張のため隣接地を買収[2][5]。
- 1989年（平成元年） - 新造船ブロック製作ヤード完成[2]。
- 1995年（平成7年） - 新造船台の延長、40tクレーン設置、構内レイアウト一新等の改良工事が完成し、一貫生産体制を整える[2]。
- 2005年（平成17年） - 建設業許可を取得[2]。
- 2011年（平成23年） - 中国大連市に現地事務所を設立[2]。